# Милогост
Милогост или Милегаст (лат. Milegastus; польск. Miłogost) — князь Велетского союза, правивший в 823 году. Старший сын и преемник Люба. После недолгого правления был свергнут в результате восстания и заменён своим младшим братом Челодрагом.
Милогост, родившийся в конце VIII или в начале IX века, унаследовал трон после гибели Люба в сражении с ободритами. Вопреки обычаям он пытался укрепить свою власть в ущерб племенным собраниям (вече). Это привело к восстанию, в результате которого он был свергнут и заменён своим братом Челодрагом. В том же году на собрании во Франкфурте император Людовик Благочестивый, правитель империи Каролингов, подтвердил право Челодрага на престол, положив конец спору между братьями.